# Constanza (ort)
Constanza är en ort i Dominikanska republiken.   Den ligger i kommunen Constanza och provinsen La Vega, i den centrala delen av landet, 90 km nordväst om huvudstaden Santo Domingo. Constanza ligger 1 177 meter över havet och antalet invånare är 29 481.
Terrängen runt Constanza är huvudsakligen kuperad. Constanza ligger nere i en dal som går i öst-västlig riktning. Runt Constanza är det ganska tätbefolkat, med 179 invånare per kvadratkilometer. Constanza är det största samhället i trakten. I omgivningarna runt Constanza växer i huvudsak städsegrön lövskog.